# Budynek Banku Olsztyńskiego
Budynek Banku Olsztyńskiego – wybudowany na początku XX wieku, położony na terenie Śródmieścia, przy ulicy Pieniężnego 6/7 w Olsztynie.
Budowę obiektu datuje się na lata 1902–1905. W 1997 roku przeprowadzono jego gruntowny remont. Pierwotnie stanowił siedzibę Banku Rzeszy, obecnie mieści się w nim Zakład Elektronicznej Techniki Obliczeniowej w Olsztynie.
19 grudnia 1989 budynek wpisano do Rejestru Zabytków. Spośród pozostałych zabudowań ulicy Pieniężnego wyróżnia się narożnym wykuszem, zwieńczonym cebulastą kopułą z iglicą oraz bogatym detalem architektonicznym, zdobiącym obie frontowe fasady.